# Qualcomm Snapdragon
Snapdragon est une suite de produits semi-conducteurs de type système sur puce (SoC) pour appareils mobiles conçus et commercialisés par Qualcomm Technologies Inc. Le CPU du Snapdragon utilise l'architecture ARM. C'est pourquoi Qualcomm parle souvent du Snapdragon comme d'une « plate-forme mobile ». Les semi-conducteurs Snapdragon sont intégrés dans des appareils de différents systèmes, notamment des véhicules, Android, Windows Phone et des netbooks. Outre les processeurs, la gamme Snapdragon comprend des modems, des puces Wi-Fi et des produits de recharge mobiles.
Le Snapdragon QSD8250 a été lancé en décembre 2007, marquant l'introduction du premier processeur de 1 GHz pour téléphones mobiles. En 2011, Qualcomm a introduit la microarchitecture « Krait » dans la deuxième génération de SoC Snapdragon, permettant à chaque cœur de processeur de régler sa vitesse en fonction des besoins de l'appareil. Lors du Consumer Electronics Show de 2013, Qualcomm a dévoilé le premier Snapdragon de la série 800 et a renommé les modèles précédents en séries 200, 400 et 600. Depuis, plusieurs nouvelles versions ont été introduites, comme les Snapdragon 805, 810, 615 et 410. En février 2015, Qualcomm a rebaptisé ses modems sous le nom de Snapdragon. En 2018, Asus, HP et Lenovo ont commencé à vendre des ordinateurs portables équipés de processeurs Snapdragon fonctionnant sous Windows 10, appelés « Always Connected PCs », marquant ainsi l'entrée de Qualcomm et de l'architecture ARM sur le marché des PC.

## Histoire

### Préversion
Le système sur puce (SoC) Snapdragon est annoncé en novembre 2006. Il comprend le processeur central (CPU) Scorpion, dont le développement est annoncé  plus tard en novembre 2007,, ainsi que divers autres semi-conducteurs,. Il comprend également le premier processeur de signal numérique (DSP) Hexagon de Qualcomm.
Le mois suivant, Qualcomm acquiert Airgo Networks pour un montant non divulgué et déclare que la technologie Wi-Fi 802.11a/b/g et 802.11n d'Airgo serait intégrée à la suite de produits Snapdragon,. Les premières versions de Scorpion ont un noyau de processeur similaire au Cortex-A8.

### 2007-2009: Premiers produits
Les premiers envois de Snapdragon étaient du QSD8250 en novembre 2007,. Selon CNET, Snapdragon s'est fait connaître en étant le premier à proposer un processeur mobile de 1 GHz,. La plupart des smartphones de l'époque utilisaient des processeurs de 500 MHz. La première génération de produits Snapdragon prend en charge une résolution 720p, des graphiques 3D et un appareil photo de 12 mégapixels,. En novembre 2008, 15 fabricants d'appareils décident d'intégrer des puces Snapdragon dans leurs produits électroniques grand public,,.
En novembre 2008, Qualcomm annonce qu'elle va également concurrencer Intel sur le marché des processeurs pour netbooks avec des systèmes sur puce Snapdragon à double cœur prévus pour la fin 2009. Elle fait la démonstration d'un processeur Snapdragon consommant moins d'énergie que les puces Intel annoncées à la même époque et affirme qu'il coûtera également moins cher à sa sortie,,. Le même mois, Qualcomm présente un prototype de netbook basé sur Snapdragon, appelé Kayak, utilisant des processeurs à 1,5 GHz et destiné aux marchés en développement,.
En mai 2009, Java SE est porté et optimisé pour Snapdragon. Lors du salon Computex Taipei de novembre 2009, Qualcomm annonce l'ajout du QSD8650A à la gamme de produits Snapdragon, basé sur des processus de fabrication de 45 nanomètres. Il est doté d'un processeur cadencé à 1,2 GHz et consomme moins d'énergie que les modèles précédents.

### 2009-2010: Adoption

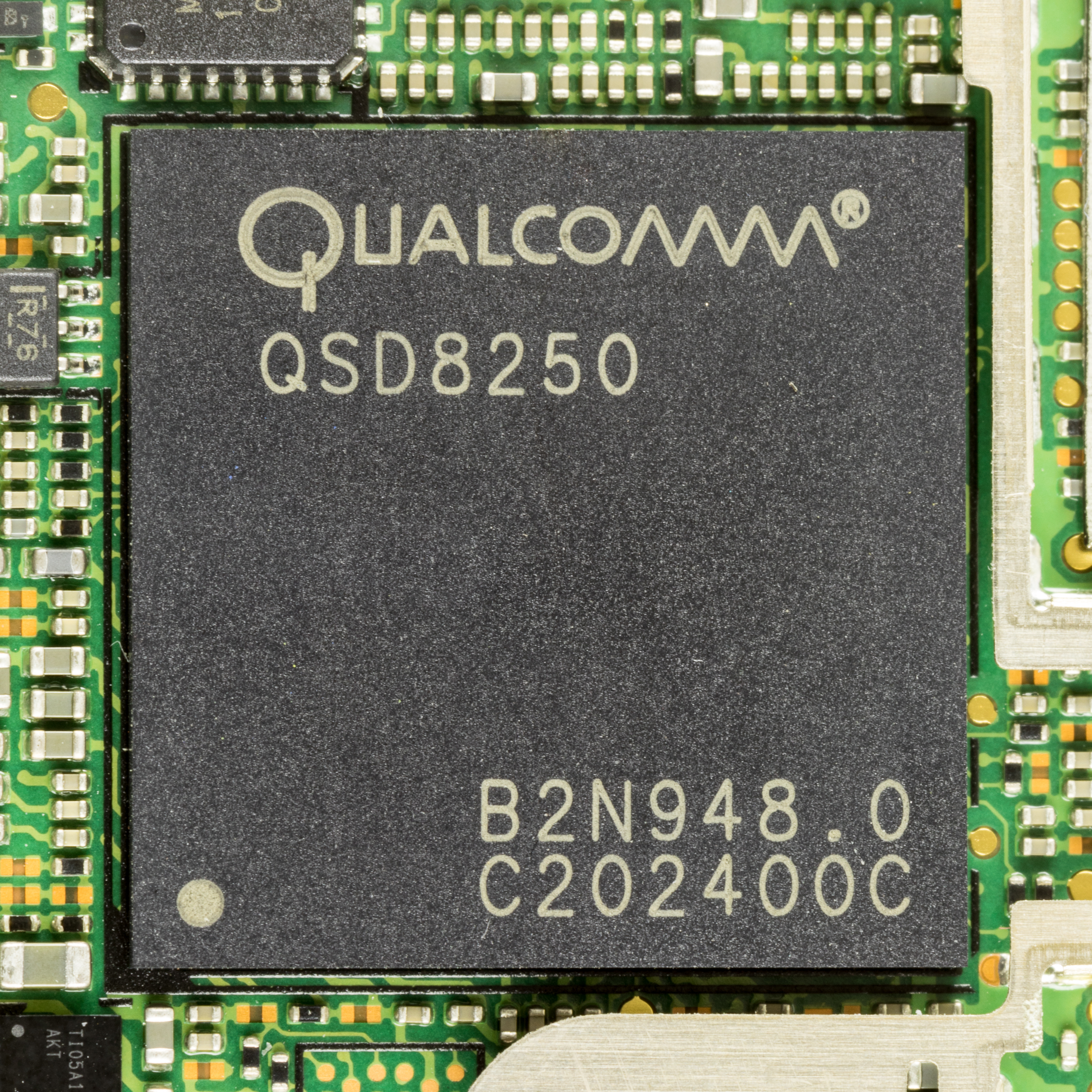
Qualcomm QSD8250.

Fin 2009, les fabricants de smartphones annoncent qu'ils utiliseront les SoC Snapdragon dans l'Acer Liquid Metal, le HTC HD2, le Toshiba TG01 et le Sony Ericsson Xperia X10,,. Lenovo a annonce le premier netbook utilisant les SoC Snapdragon en décembre. Selon PC World, les appareils mobiles utilisant Snapdragon ont une plus grande autonomie et sont plus petits que ceux utilisant d'autres SoC.
En juin 2010 , les puces Snapdragon sont intégrées dans 20 appareils grand public disponibles et dans 120 produits en cours de développement. Apple occupe alors une position dominante sur le marché des smartphones et n'intègre Snapdragon dans aucun de ses produits. Le succès de Snapdragon dépend donc des téléphones Android concurrents, tels que le Nexus One de Google et le HTC Incredible, qui remettent en cause la position d'Apple sur le marché. Les appareils Android finissent par prendre des parts de marché à l'iPhone et utilisent principalement Snapdragon,,.
Un « rapport non confirmé mais largement diffusé » spécule sur le fait qu'Apple va commencer à utiliser des SoC Snapdragon dans les iPhones basés sur Verizon. En 2012, Apple utilise toujours ses propres conceptions de semi-conducteurs Ax. La prise en charge des systèmes d'exploitation Windows Phone 7 est ajoutée au Snapdragon en octobre 2010.
En 2011, Snapdragon est intégré dans les appareils WebOS de Hewlett Packard et détient une part de marché de 50 % sur un marché des processeurs pour smartphones de 7,9 milliards de dollars,.
En juillet 2014, la part de marché des téléphones Android atteint 84,6 %, et les puces Snapdragon de Qualcomm sont intégrées dans 41 % des smartphones.
Les puces Snapdragon sont également utilisées dans la plupart des smartwatches fonctionnant sous Android. Les produits Snapdragon sont également utilisés dans des produits de réalité virtuelle, dans des véhicules tels que la Maserati Quattroporte et la Cadillac XTS, ainsi que dans d'autres applications.

### 2010-2015: ARM 32 bits

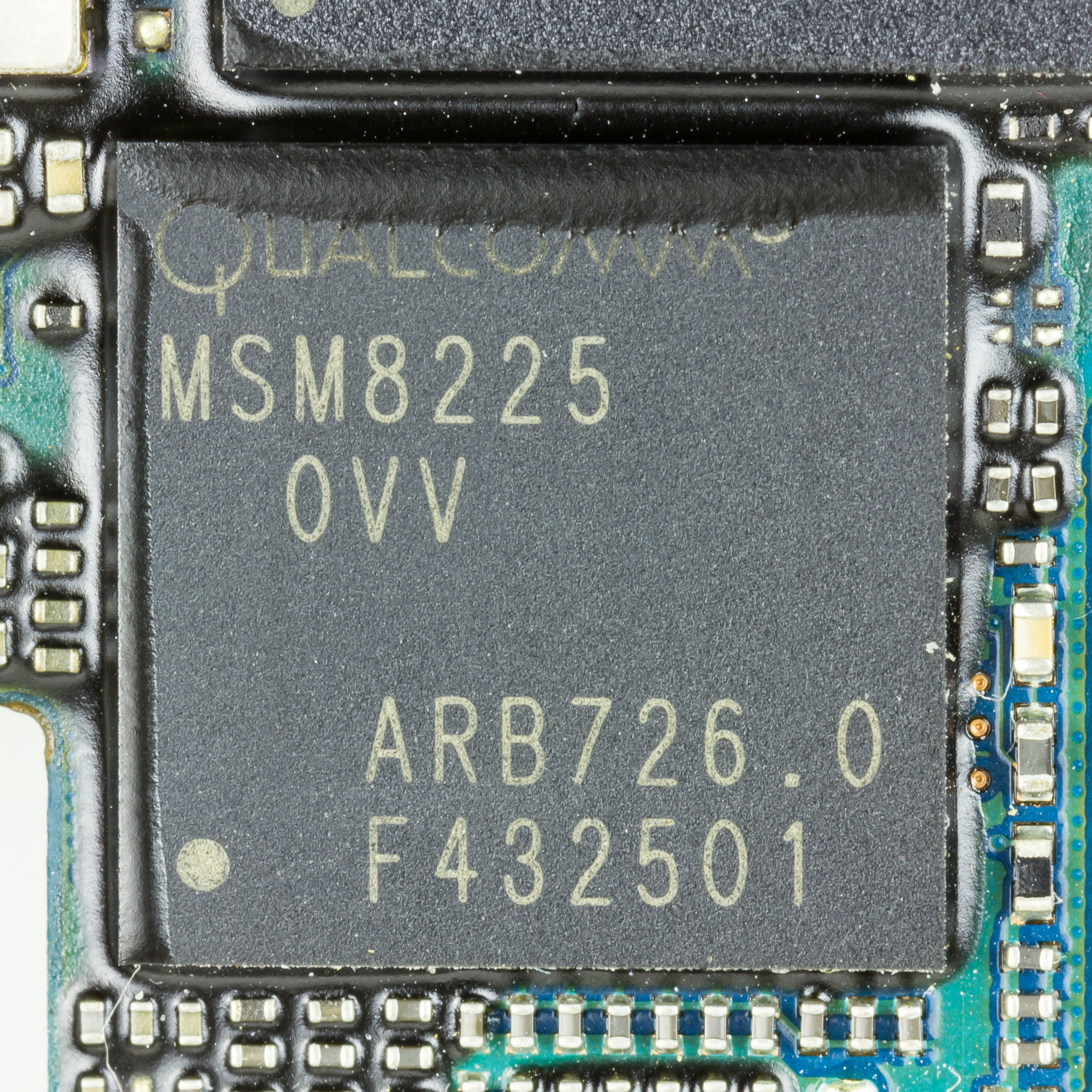
Processeur Snapdragon S4 Play - Qualcomm MSM8225.

En juin 2010, Qualcomm a commence à échantillonner la troisième génération de produits Snapdragon, deux systèmes sur puce (SoC) à double cœur de 1,2 GHz appelés Mobile Station Modem (MSM) 8260 et 8660,. Le 8260 est destiné aux réseaux téléphonique, UMTS et HSPA+, tandis que le 8660 est destiné aux réseaux CDMA2000 et EVDO. En novembre de la même année, Qualcomm annonce le MSM8960 pour les réseaux LTE,,.
Début 2011, Qualcomm a annonce une nouvelle architecture de processeur appelée Krait, qui utilise le jeu d'instructions ARM v7, mais est basée sur la propre conception de processeur de Qualcomm. Les processeurs sont appelés S4 et disposent d'une fonctionnalité appelée Asynchronous Symmetrical Multi-Processing (aSMP), ce qui signifie que chaque cœur de processeur ajuste sa vitesse d'horloge et sa tension en fonction de l'activité de l'appareil afin d'optimiser l'utilisation de la batterie. Les modèles précédents sont renommés S1, S2 et S3 pour différencier chaque génération.
La génération de SoC Snapdragon basée sur le S4 a commence à être livrée aux fabricants avec le MSM8960 en février 2012. Dans les tests de référence réalisés par Anandtech, le MSM8960 est plus performant que tous les autres processeurs testés. Dans un test de référence global, le 8960 obtient un score de 907, contre 528 et 658 pour le Galaxy Nexus et le HTC Rezound respectivement. Dans un test de référence Quadrant, qui évalue la puissance de traitement brute, un processeur Krait à double cœur obtient un score de 4 952, tandis que le Tegra 3 à quadruple cœur est juste en dessous de 4 000. La version à quadruple cœur, APQ8064, est mise à disposition en juillet 2012. Il s'agit du premier SoC Snapdragon à utiliser le processeur graphique (GPU) Adreno 320 de Qualcomm.
L'adoption de Snapdragon contribue à la transition de Qualcomm d'une entreprise de modems sans fil à une entreprise qui produit également une gamme plus large de matériel et de logiciels pour les appareils mobiles. En juillet 2011, Qualcomm acquiert certains actifs de GestureTek afin d'incorporer sa propriété intellectuelle de reconnaissance gestuelle dans les SoC Snapdragon. Mi-2012, Qualcomm annonce le kit de développement logiciel (SDK) Snapdragon pour les appareils Android lors de la conférence des développeurs Uplinq. Le SDK comprend des outils pour la reconnaissance faciale et gestuelle, l'annulation du bruit et l'enregistrement audio. En novembre, Qualcomm acquiert certains actifs d'EPOS Development afin d'intégrer sa technologie de reconnaissance gestuelle et de stylet dans les produits Snapdragon. Qualcomm collabore également avec Microsoft pour optimiser Windows Phone 8 pour les semi-conducteurs Snapdragon.
En 2012, le Snapdragon S4 (cœur Krait) prend une part dominante par rapport autres systèmes sur puce Android tels que Nvidia Tegra et Texas Instruments OMAP, poussant ces derniers à quitter le marché. En juillet 2014, la part de marché des téléphones Android est passée à 84,6 %, et les puces Snapdragon de Qualcomm équipent 41 % des smartphones.
Toutefois, le lancement en septembre 2013 de la puce A7 64 bits d'Apple dans l'iPhone 5S contraint Qualcomm à sortir en urgence une solution 64 bits concurrente. Bien que les Snapdragon 800/801/805 aient des performances élevées, leurs cœurs Krait existants ne sont que des cœurs 32 bits,. Les premiers SoC 64 bits, les Snapdragon 808 et 810, ont été commercialisés à la hâte en utilisant des cœurs génériques Cortex-A57 et Cortex-A53 et ont souffert de problèmes de surchauffe, en particulier le 810, ce qui a conduit Samsung à abandonner Snapdragon pour son téléphone phare Galaxy S6,.
En juin 2013, la série 200 d'entrée de gamme est complétée par six nouveaux processeurs fabriqués en 28 nanomètres et dotés d'options à deux ou quatre cœurs. Le Snapdragon 210 d'entrée de gamme, destiné aux téléphones à bas prix, est annoncé en septembre 2014.

### 2016-aujourd'hui: ARM 64 bits personnalisé
Après la première tentative de Qualcomm de mettre en place un système 64 bits sur une puce, l'entreprise crée une nouvelle architecture interne qui, dans les modèles ultérieurs, montre de meilleures performances thermiques, en particulier par rapport aux modèles Snapdragon lancés après 2015, comme le Snapdragon 820.
Début 2016, Qualcomm lance le Snapdragon 820, un processeur ARM 64 bits à quatre cœurs utilisant des cœurs Kryo conçus en interne. Plus tard dans l'année, Qualcomm introduit une mise à jour avec le Snapdragon 821, offrant des vitesses d'horloge plus élevées et des performances légèrement meilleures. La famille Snapdragon 820 utilise le processus FinFET 14 nanomètres de Samsung. Qualcomm lance également le SDK Qualcomm Snapdragon Neural Processing Engine, qui est la première accélération de l'IA sur les smartphones.
Qualcomm a annonce le 17 novembre 2016 le SoC octa-core Snapdragon 835. Sorti l'année suivante, il utilise des cœurs Kryo 280 et est construit à l'aide du processus FinFET de 10 nanomètres de Samsung,. Lors du lancement initial, en raison du rôle de Samsung dans la fabrication de la puce, sa division mobile acquiert également le stock initial de la puce. Cela signifie qu'aucun autre fabricant de téléphones n'a été en mesure de fabriquer des produits contenant le Snapdragon 835 jusqu'à ce que Samsung sorte son appareil phare de l'année, le Galaxy S8.
Lors du Computex 2017 en mai, Qualcomm et Microsoft annoncent leur intention de lancer des ordinateurs portables équipés de Snapdragon et fonctionnant sous Windows 10,. Qualcomm s'associe à HP, Lenovo et Asus pour lancer des portables fins et des appareils 2-en-1 équipés du Snapdragon 835,,.
Début 2018, Qualcomm présente la série 7, qui se situe entre les séries 6 et 8 en termes de prix et de performances. Le 700 est lancé avec des modèles octa-core Snapdragon 710 et 712, utilisant l'architecture de processeur Kryo 360, et construits sur un processus de fabrication à 10 nanomètres,.
En 2019, Qualcomm sort de nouvelles variantes de ses processeurs mobiles, le Snapdragon 855 remplaçant le 845. Le Snapdragon 855 est en concurrence avec d'autres solutions de systèmes sur puce haut de gamme comme l'Apple A12, et le Kirin 980. Le Snapdragon 855 est doté de cœurs Kryo 485, construits selon le processus de 7 nanomètres de TSMC. Les Snapdragon 730 et 730G remplacent les 710 et 712. Les nouveaux modèles 730 et 730G sont dotés de cœurs Kryo 460, fabriqués selon le procédé 8 nanomètres de Samsung.
En décembre 2019, Qualcomm a annoncé les Snapdragon 865 et Snapdragon 765, qui succèdent respectivement aux Snapdragon 855/855+ et Snapdragon 730/730G. Le Snapdragon 765 dispose d'une 5G intégrée, tandis que le Snapdragon 865 est assisté par un modem 5G Qualcomm X55 séparé. Malgré l'absence de 5G intégrée, le Snapdragon 865 est incompatible avec les téléphones 4G.
En mai 2020, Qualcomm annonce le nouveau processeur Snapdragon 768G 5G, une version améliorée du processeur 765G. La principale différence entre le 765G et le 768G est que le 768G offre une augmentation de 15 % des performances et une vitesse d'horloge plus élevée sur le CPU, jusqu'à 2,8 GHz contre 2,4 GHz.
En septembre 2020, Qualcomm dévoile le processeur Snapdragon 750G, le dernier né de la série 7, conçu pour apporter la prise en charge de la 5G pour les jeux mobiles à faible latence.
En décembre 2020, Qualcomm dévoile le Snapdragon 888. Les principales différences par rapport au 865/+ incluent un nouveau cœur, conçu par ARM, l'ARM Cortex X1, la prise en charge de la LPDDR5-6400 et un modem 5G intégré, ce qui signifie que le modem X55 n'est pas nécessaire. Le 888 est basé sur Samsung 5 nm, avec un TDP de 5 watts, mais cela peut être modifié par le fabricant.
L'hélicoptère Ingenuity de la NASA, qui a atterri sur Mars en 2021, fonctionne avec un processeur Snapdragon 801.
En mai 2022, Qualcomm annonce son nouveau modèle Snapdragon 8 Plus Gen 1. Qualcomm affirme que le modèle amélioré Snapdragon 8 Plus Gen 1 offrira des performances CPU 10 % plus rapides, des horloges GPU 10 % plus rapides, une efficacité énergétique de 30 % supérieure à la fois pour le CPU et le GPU, des performances AI par watt 20 % supérieures et une consommation totale d'énergie 15 % inférieure. En outre, à la suite de cette annonce, Qualcomm a annonce également le nouveau Snapdragon 7 gen 1 destiné aux joueurs, avec des performances graphiques améliorées de 20 % par rapport à la génération précédente. Honor, Oppo et Xiaomi sont les seules marques répertoriées comme construisant des appareils autour du 7 Gen 1, et leur sortie est prévue pour le deuxième trimestre 2022, tandis que les appareils 8 plus 1 gen sont attendus pour le troisième trimestre.
En octobre 2023, le Snapdragon 8 Gen 3 est conçu pour apporter des capacités avancées d'IA générative aux smartphones phares. Ce processeur intègre un moteur AI amélioré et un NPU pour des performances AI puissantes, permettant des fonctionnalités comme l'expansion de photos et l'effacement d'objets vidéo. Il est également équipé d'un GPU amélioré pour des performances de jeu de niveau console, supporte le Wi-Fi 7 et le modem X75 5G,. Il est par ailleurs compatible avec LLAMA 2 de Meta.
Également annoncé en octobre 2023, le Snapdragon X Elite est une plateforme de calcul avancée conçue pour les PC, intégrant le CPU Qualcomm Oryon personnalisé pour des performances surchargées et une efficacité énergétique exceptionnelle. Cette plateforme vise à révolutionner le marché des PC avec des capacités AI avancées et une connectivité de pointe,.
Présenté en mars 2024, le Snapdragon 8s Gen 3 est une version plus abordable du Snapdragon 8 Gen 3, conçu pour les smartphones premium. Il intègre des capacités AI sur l'appareil, des fonctionnalités avancées de photographie, des graphiques puissants pour les jeux mobiles, tout en supportant le Wi-Fi 7 et le Bluetooth 5.4,.

## Description et modèles actuels
Les systèmes sur puce Snapdragon comprennent généralement une unité de traitement graphique (GPU), un système de positionnement global (GPS) et un modem cellulaire intégrés dans un seul boîtier, ainsi qu'un logiciel qui gère les graphiques, la vidéo et la prise de photos. Il existe 23 processeurs Snapdragon différents dans les familles de produits 200, 400, 600, 700 et 800, allant respectivement du bas au haut de gamme, ainsi que des produits Wi-Fi et de recharge mobile,. Certains de leurs composants comprennent le traitement graphique Adreno, le DSP Qualcomm Hexagon et les processeurs utilisant l'architecture de processeur S4 de Qualcomm. Outre les smartphones, la série 400 est utilisée dans les montres intelligentes et la série 602A est destinée à l'électronique automobile,.
Le système de dénomination actuel des Snapdragon a été mis en œuvre après l'annonce de la famille Snapdragon 800 lors du Consumer Electronics Show de 2013 ; les modèles précédents ont été renommés en séries 200, 400 ou 600,. Un nouveau Snapdragon 600 a également été lancé, qui, en milieu d'année, était intégré dans la plupart des nouveaux appareils Android. La famille 400 est d'entrée de gamme, la 600 est destinée au marché de masse ou au milieu de gamme, et la famille 800 est destinée aux téléphones haut de gamme ou phares,.
Le Snapdragon 805 a été lancé en novembre 2013, tandis que le 410, destiné aux téléphones bon marché des pays en développement, a été annoncé le mois suivant. En janvier 2014, Qualcomm a introduit une version modifiée du Snapdragon 600, appelée 602A, destinée aux écrans d'infodivertissement des voitures, aux caméras de recul et à d'autres produits d'aide à la conduite. Le Snapdragon 610 à quatre cœurs et le Snapdragon 615 à huit cœurs ont été annoncés en février 2014. Les Snapdragon 808 et 810 ont été annoncés en avril 2014. Le Snapdragon 835, annoncé en novembre 2017, est le premier SOC de Qualcomm construit sur une architecture 10 nm. La nouvelle puce phare de Qualcomm pour 2018, le 845, a été annoncée en décembre 2017. Selon Qualcomm, le 845 est 25 à 30 % plus rapide que le 835,.
En février 2015, Qualcomm a rebaptisé ses modems autonomes sous le nom de Snapdragon ; ils se distinguent des SoC utilisant la désignation « x », comme le modem X7 ou X12. Le premier modem Snapdragon pour les réseaux 5G, le X50, a été annoncé en octobre 2016. Il a été suivi par le modem X24 de 2 Go sur un processus de fabrication de 7 nanomètres qui a été annoncé en février 2018.
Selon CNET, les téléphones Windows gagnaient des parts de marché aux États-Unis et étaient bien classés dans les évaluations de CNET en raison de leur réactivité. Les SoC Snapdragon sont également utilisés dans la plupart des téléphones Windows et dans la plupart des téléphones entrés sur le marché à la mi-2013,. Le LG G2 a été le premier téléphone à être commercialisé avec le Snapdragon 800 en août 2013.
En 2017, les modèles 660 et 630 ont remplacé les modèles de milieu de gamme 653 et 626 et plusieurs puces de la famille de produits 400 ont été révisées,,. En février 2017, Qualcomm a présenté le Snapdragon X20, destiné aux réseaux de téléphonie cellulaire 5G, ainsi que deux nouvelles puces pour les réseaux Wi-Fi commerciaux 802.11ax. Cette présentation a été suivie par l'ajout du 636 à la famille de produits 600 en octobre, qui, selon Qualcomm, serait 40 % plus rapide que le 630.
En août 2018, les Snapdragon 632, 439 et 429 ont été commercialisés. Le nouveau SoC est destiné aux appareils de milieu de gamme tels que le Moto G6 Play, le Huawei Honor 7A et le Nokia 5.
En décembre 2018, Qualcomm a annoncé le 8cx lors de son Snapdragon Tech Summit 2018. Le 8cx est le premier SoC de Qualcomm spécialement conçu pour la plateforme Always Connected PC (ACPC). Contrairement aux précédents SoC ACPC de Qualcomm qui n'étaient que leurs SoC mobiles respectifs à TDP plus élevé, Qualcomm a également présenté son modem 5G Snapdragon X50, son Snapdragon 855 et son module d'antenne mmWave QTM052.
En février 2019, Qualcomm a annoncé son modem Snapdragon X55 5G, son module d'antenne mmWave QTM525, son suiveur d'enveloppe QET6100 et le nouveau tuner d'impédance d'antenne QAT3555.
En juillet 2019, Qualcomm a annoncé un rafraîchissement du Snapdragon 855, le Snapdragon 855+, qui est essentiellement une version overclockée du 855 avec des performances CPU et GPU plus rapides.
En décembre 2019, Qualcomm a annoncé le modem 5G Snapdragon X52 aux côtés des Snapdragon 765 et Snapdragon 865,.

## Parrainage
En septembre 2023, la marque a fait la une des journaux internationaux lorsqu'il a été annoncé que Qualcomm avait signé un contrat d'une valeur de 75 millions de dollars par an pour que Snapdragon soit le sponsor principal du maillot des géants du football anglais Manchester United à partir de la saison 2024-25, en remplacement de la société allemande TeamViewer.
La marque détient également les droits d'appellation du Snapdragon Stadium de San Diego, qui accueille le San Diego Wave FC de la NWSL, l'équipe de football féminin de l'université d'État de San Diego et une équipe de Major League Soccer, le San Diego FC, à partir de 2025,.